# Abadía de San Germán de los Prados
La abadía de San Germán de los Prados (en francés: abbaye Saint-Germain-des-Prés) fue una antigua abadía benedictina de París, la más prestigiosa de la capital, situada en el actual VI Distrito de París (en el barrio al que da nombre, Saint-Germain-des-Prés), fundada a mediados del siglo VI por san Germán, obispo de París, en tiempos del rey merovingio Childeberto I, bajo la advocación de san Vicente de Zaragoza y la Santa Cruz. 
Era una abadía real, que por lo tanto se beneficiaba de una exención y estaba directamente sujeta al papa. La primera iglesia de la abadía fue consagrada el 23 de abril de 558. Esta basílica tenía columnas de mármol, un artesonado y ventanas vitradas. Fue necrópolis real hasta la creación de la basílica de Saint-Denis y las reliquias de san Germán se veneran allí, pero ningún enterramiento medieval sobrevive hasta nuestros días, y las reliquias se han reducido considerablemente. La iglesia fue reconstruida por el abad Morard, desde finales del siglo X. Los cuatro primeros niveles del campanario occidental, la nave y el transepto de la iglesia actual se remontan a esa época, y se pueden ver capiteles particularmente interesantes de alrededor del año 1000. El coro actual fue construido en la mitad del siglo XII en estilo gótico temprano y consagrada por el papa Alejandro III el 21 de abril de 1163, el mismo año en que se inició la construcción de la catedral de Notre Dame de París. Fue uno de los primeros edificios góticos, lo que contribuyó a la difusión de este nuevo estilo y es de primera importancia desde el punto de vista arqueológico. Los edificios conventuales fueron reconstruidos sucesivamente durante el siglo XIII y una capilla inspirada en la Sainte-Chapelle fue construida por el arquitecto Pierre de Montreuil y dedicada a la Virgen;  el conjunto fue lamentablemente demolido a principios del siglo XIX. La introducción de la reforma maurista en 1630 hizo de la abadía un centro de erudición de gran radiación. Pero la Revolución impuso la eliminación de todas las abadías, y para Saint-Germain-des-Prés, el final llegó el 13 de febrero de 1792. La iglesia se convirtió entonces en una fábrica de salitre, y el culto no se recuperó hasta el 29 de abril de 1803. Desde entonces, la iglesia es exclusivamente parroquial. Entre 1821 y 1854 la iglesia, sometida a una dura prueba en el período revolucionario, fue restaurada por los arquitectos Étienne-Hippolyte Godde y Victor Baltard. Está clasificada como monumento histórico por la lista de 1862, y los restos de la abadía  fueron inscritos por orden de 26 de octubre de 1953. La iglesia de Saint-Germain-des-Prés es la más antigua de las grandes iglesias parisinas, y es el centro de una parroquia viva y dinámica.

## Historia

### Orígenes
Fue fundada por el rey merovingio Childeberto I para glorificar y santificar una reliquia de San Vicente Mártir, su túnica, traída desde Zaragoza. En 542, mientras Childelberto mantenía en sitio la ciudad de Zaragoza, oyó que sus habitantes habían colocado la ciudad bajo la protección de San Vicente Mártir. Los francos levantaron el asedio y, en agradecimiento, el obispo de Zaragoza les hizo entrega de una túnica del santo. Cuando Childelberto regresó a París, construyó la iglesia para albergar la reliquia, dedicándola a la Santa Cruz y San Vicente Mártir. Es considerada por los historiadores como el edificio religioso cristiano más antiguo de París.

### Periodo merovingio
Durante el periodo merovingio fueron enterrados en ella el propio Childelberto, Chilperico I (584) y Clotario II (628). Los cuerpos, cubiertos por un sudario o las ropas del rey, fueron colocados en tumbas ubicadas en el coro, por lo que la abadía de Saint-Germain-des-Près fue la primera necrópolis real de Francia, anterior a la abadía de Saint-Denis.

### La abadía benedictina

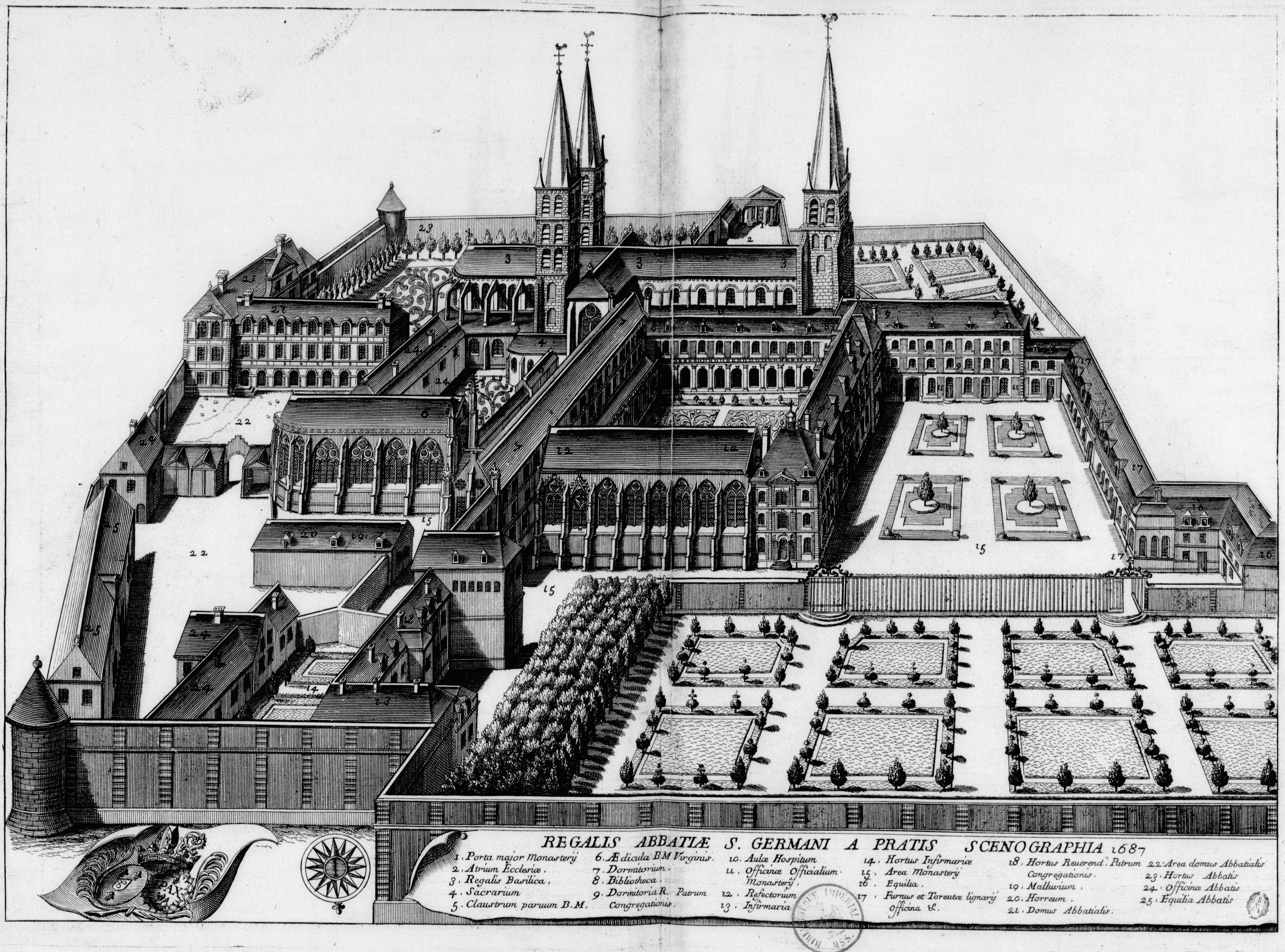
La abadía en un plano del. Se observa la iglesia, la residencia de los monjes, el claustro, los jardines y zonas de cultivo y la muralla protectora que la circundaba.

Después de la iglesia se erigió el monasterio benedictino formando un conjunto, atribuyéndose a sus abades la jurisdicción del área de Saint-Germain. El proyecto lo llevó a término Pierre de Montereau. Fue entonces cuando tomó su nombre del obispo de París, San Germán (496-576), un antiguo monje de la Abadía de Saint-Symphorien de Saint Pantaleon, que participó en su fundación y administración. La iglesia fue frecuentemente saqueada e incendiada por los normandos en el siglo IX. Se reconstruyó buena parte de ella en 1014 y fue dedicada al rey Childelberto, el monje Germain (ya canonizado) y el papa Alejandro III.
Durante el reinado de Felipe II la abadía sufrió una pérdida de prestigio debido a que quedó ubicada fuera de los muros que se construyeron para proteger la ciudad. De esta época data la construcción de la torre, que también ofrecía posibilidades defensivas, y de la nave central (siglos XI y XII). La torre se derrumbó en 1604 y fue reconstruida en el estilo clásico que se puede observar en la actualidad.

### La extensión de la abadía

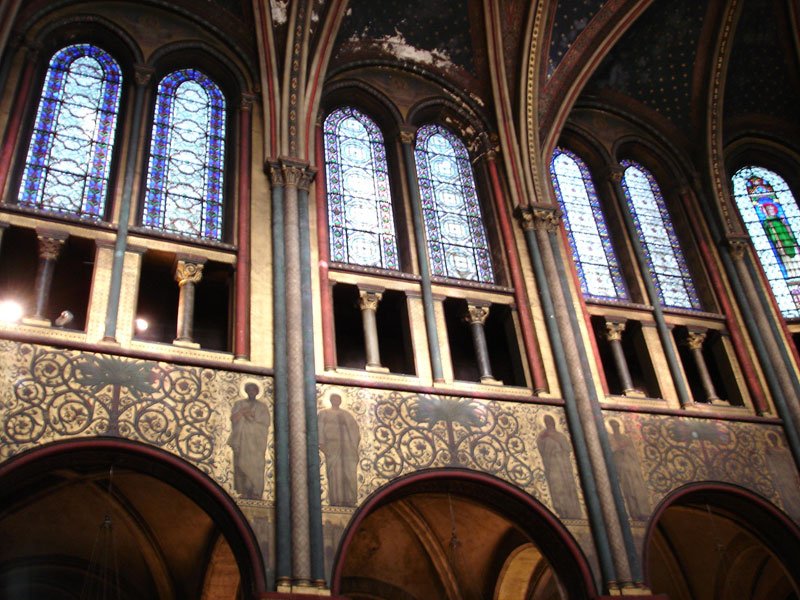
Detalle del interior de la nave central.

Con el paso del tiempo, la abadía dio nombre al barrio de París, Saint-Germain-des-Prés. Hasta fines del siglo XVI, mantuvo la propiedad de la mayor parte de los terrenos de la margen izquierda del río Sena, al oeste del actual Boulevard Saint Michel y gozaba de autonomía administrativa para la gestión del mismo, en especial en todo el terreno ocupado extramuros de París. Esto hizo que la zona, especialmente cuidada y protegida por los monjes, se convirtiera al final en un terreno muy valorado cuando París comenzó su expansión. Así, Margarita de Valois, presionó al abad para que hiciera donación de parte de esas tierras, donde construyó un palacio.

### Desaparición
En el siglo XVIII sufrió una explosión fortuita que afectó al claustro y un incendio en 1794 destruyó la importante biblioteca. Con la Revolución francesa la abadía fue disuelta. En el edificio actual subsisten la iglesia y el palacio abacial.

### Curiosidades
En 1819 fueron trasladados a la abadía los restos del filósofo y matemático René Descartes, donde actualmente se encuentran.